# Bagliettoa calciseda
Bagliettoa calciseda är en lavart som först beskrevs av Augustin Pyrame de Candolle, och fick sitt nu gällande namn av Gueidan & Cl. Roux. Bagliettoa calciseda ingår i släktet Bagliettoa och familjen Verrucariaceae.   Inga underarter finns listade i Catalogue of Life.
I den svenska databasen Dyntaxa används istället namnet Verrucaria calciseda för samma taxon.  Arten är reproducerande i Sverige.